# Le Déjeuner (Boucher)
Pour les articles homonymes, voir Le Déjeuner et Le Déjeuner (Monet).
Le Déjeuner est une huile sur toile réalisée par François Boucher, signée et datée de 1739. Scène de genre et manifestation élégante d'un nouvel art de vivre à la française, ce tableau est exposé dans le musée du Louvre.

## Aperçu historique

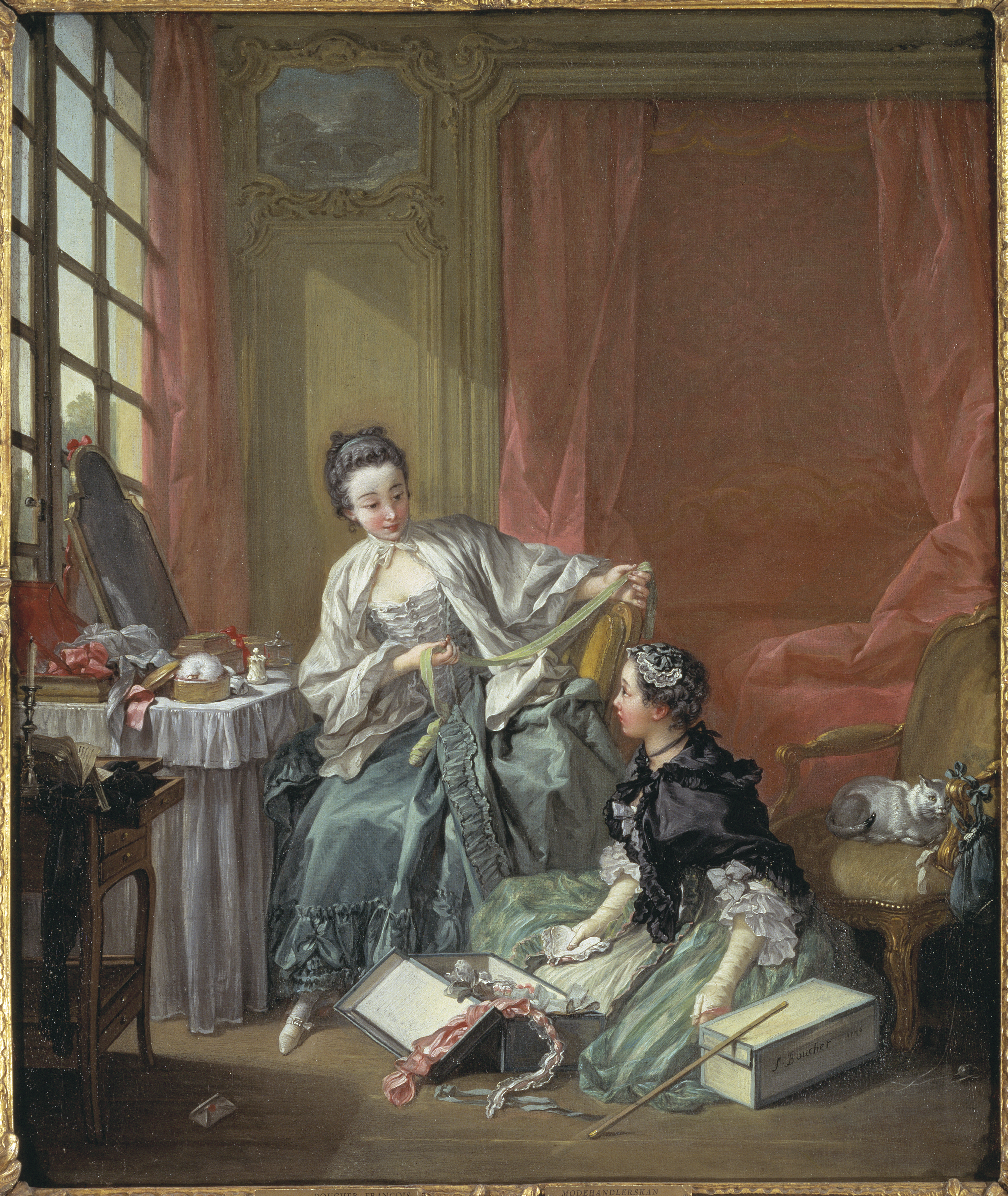
Dans la même série de peintures d'intérieur, Boucher signe en 1746 La Marchande de modes.

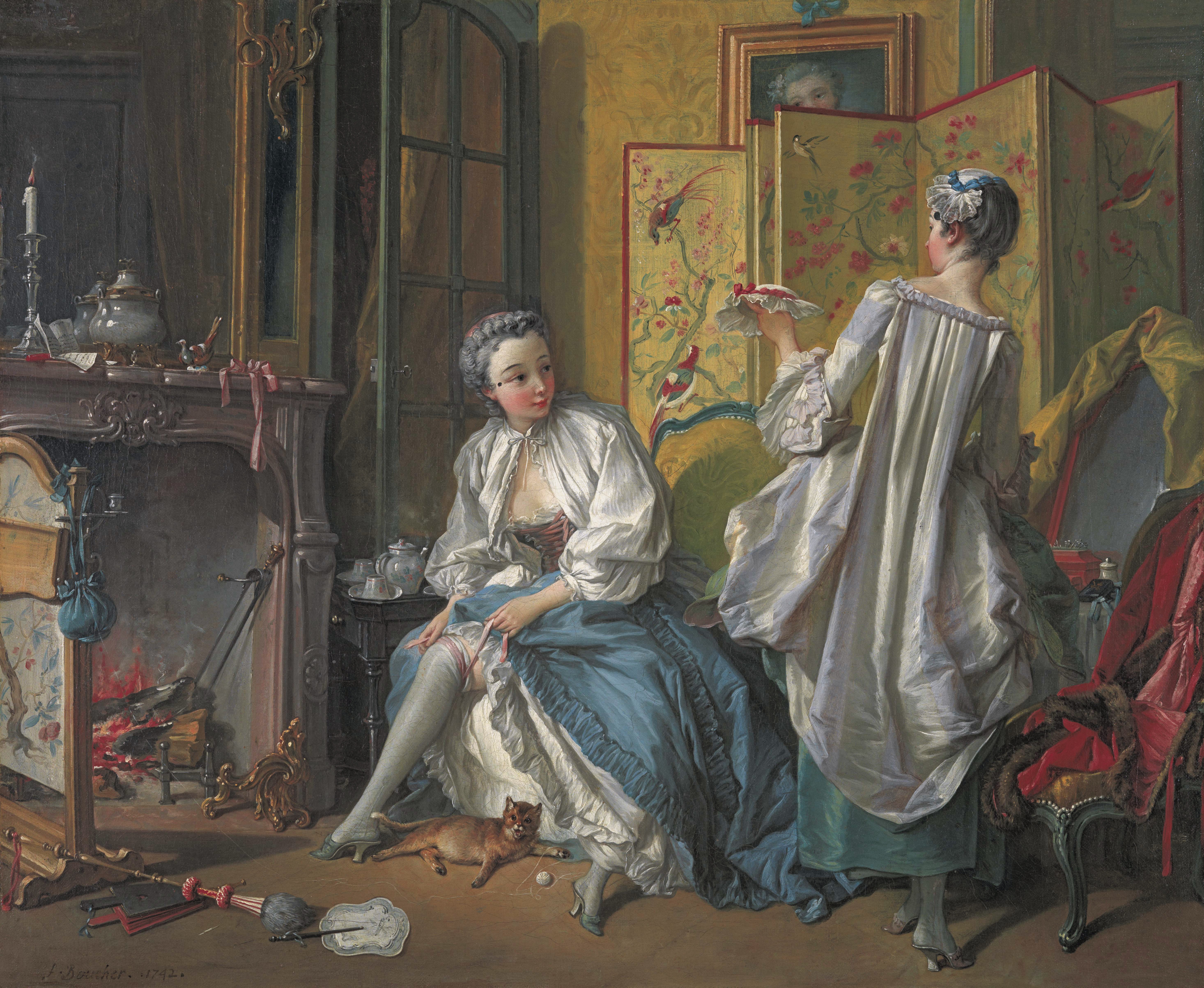
Autre scène intimiste du peintre, La toilette signée en 1742.

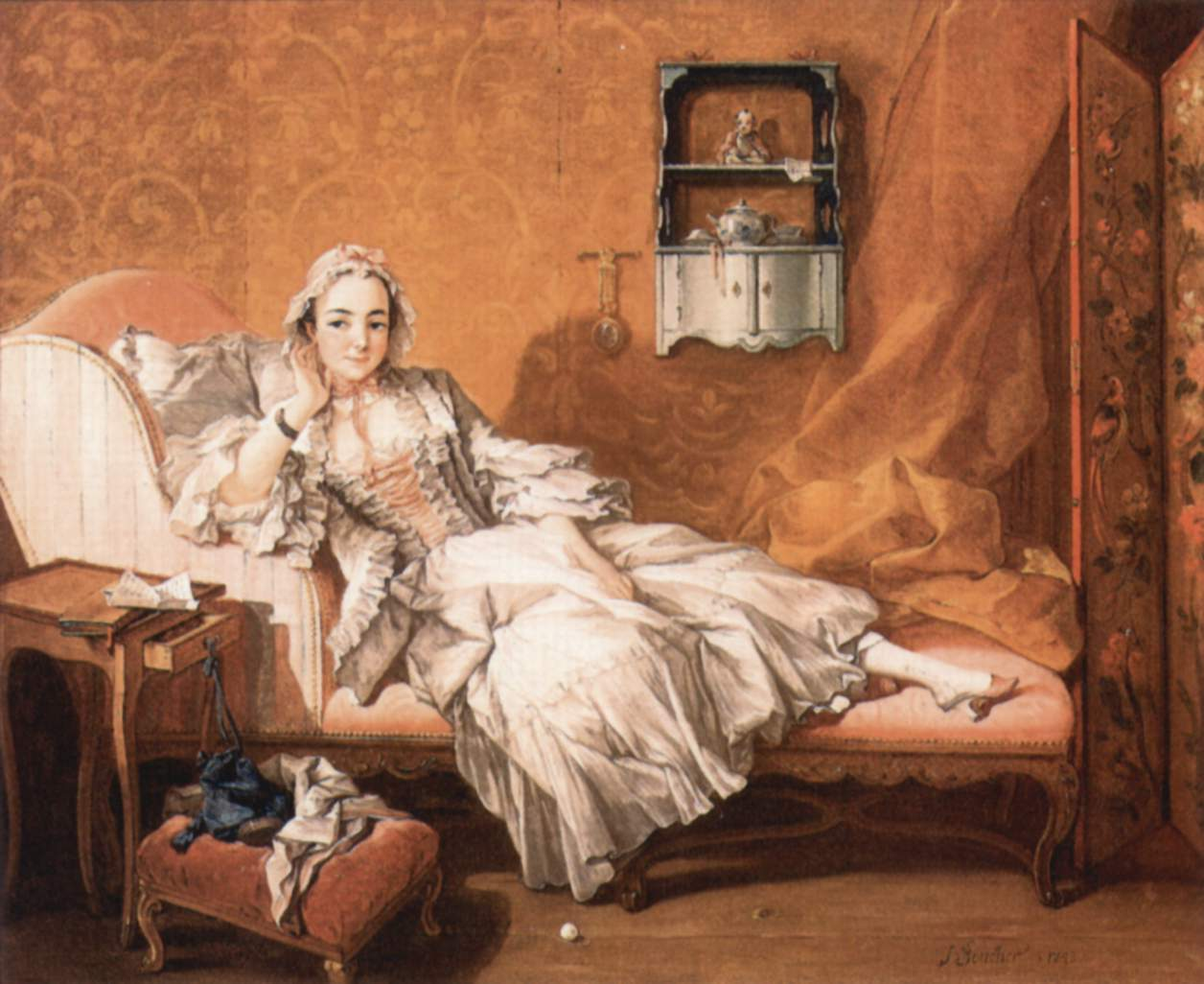
Portrait supposé de Mme Boucher, signé et daté de 1743 (collection Frick).

Lorsqu'il compose cette œuvre, Boucher a trente-six ans et fait désormais partie de la bourgeoisie montante. Il est déjà un peintre mondain, le portraitiste semi-officiel des femmes à la mode, épouses ou maîtresses des financiers, gagnant une fortune rapide et un renom considérable. Sa carrière prend un tour très brillant lorsqu'il devient protégé de Madame de Pompadour en 1745 et atteint son apogée lorsqu'il est nommé Premier Peintre du roi vingt ans plus tard. Alors qu'il est surtout connu pour ses scènes pastorales bucoliques et ses compositions mythologiques à sujet érotique, il s'essaye avec prudence dans le domaine de la scène de genre de 1739 à 1746.
Les historiens ignorent le nom du commanditaire de ce tableau mais imaginent qu'il s'agit d'un riche bourgeois amateur d'art voulant orner son hôtel particulier, imiter le mode de vie de l'aristocratie et mettre en scène les valeurs de sa classe sociale (rôle de la femme dans la cellule familiale, nouveau regard sur l'enfance, consommation de boissons exotiques de luxe dont les vertus thérapeutiques supposées séduisent…). La toile peut être due aussi à une volonté de se placer sur un marché de l'art émergent, qui fait qu'un artiste est libre de peindre et de dessiner « au hasard » ou à des fins de reproduction, Boucher imitant pour la bourgeoisie moyenne (négociants, artisans, hommes de loi, médecins, savants et artistes) certaines œuvres de J.-F. de Troy qui évoquent la vie de personnages de l'aristocratie et la haute bourgeoisie parisiennes. Les graveurs de cette époque comme Bonnet, François ou Demarteau peuvent même vendre des dessins vendus sous forme d'estampes à un public nouveau constitué de petits bourgeois et même des gens du peuple.
Le tableau passe entre les mains du marchand mercier Edme-François Gersaint, fournisseur de Boucher qui a pu acquérir plusieurs éléments du mobilier visible dans le tableau, dans la boutique du pont Notre-Dame. L'œuvre est revendue une première fois en 1749 lors d'une vente aux enchères, puis elle passe entre les mains de différents propriétaires avant d'être léguée en 1895 par le collectionneur d'art Achille Malécot au musée du Louvre où elle est conservée.

## Description
L'artiste peint une scène domestique intime au sein d'une famille bourgeoise réunie dans son boudoir pour déguster un breuvage (chocolat ou café) au matin, après le réveil. Le centre de la composition est occupé par une petite table volante à tiroir laquée en noir et rouge, sur laquelle est disposé un service en porcelaine. Ce service est composé de soucoupes, de gobelets campaniformes sans anse et d'un pot à sucre assorti (les motifs sur la céramique évoquant la porcelaine de Chine). Un toast (ou une brioche ?) repose sur un plateau. Derrière la table se tient un homme en habit vert qui a posé sur la « cheminée à la française » une verseuse en argent au bec surélevé, destinée à servir une boisson chaude. La maîtresse de maison à droite, maquillée mais encore en déshabillé, est coiffée d'un bonnet de nuit à dentelle et porte sur ses épaules une cape de velours rouge doublée de fourrure. Elle présente une cuillère à une petite fille assise sur un tabouret. Cette dernière, coiffée d'un toquet et portant encore une robe à lisière, tient fermement serrée contre elle un cheval à roulettes chargé d'un bât fleuri, sans renoncer à sa poupée délicatement vêtue placée le long de son siège. En face, une femme de trois quarts de dos, également en toilette d'intérieur, nourrit le dernier-né assis sur ses genoux qui dirige son regard vers le peintre.
La vue partielle du boudoir traduit l'omniprésence du mobilier de style rococo (miroir en arabesque, pendulecartel, appliques murales en bronze doré, console portant une céramique « bleu et blanc »  montée en vase pot-pourri) dans un intérieur confortable et raffiné. Seules font exception les deux étagères situées de chaque côté de la cheminée de marbre sur lesquelles sont exposés des objets décoratifs et utilitaires (théière en argent, magot représentant le Bouddha rieur, livres…).

## Analyse
Influencé par son mode de vie bourgeoise, Boucher utilise son appartement de la rue Saint-Thomas-du-Louvre, décoré à la dernière mode mais sans faste, pour peindre une scène de bonheur familial. Cet espace de sociabilité intime, richement décoré (tapis, mobilier élégant, boiseries dorées rehaussées par des tentures) est centré sur le service à porcelaine, témoin d'un art de la table dans lequel la bourgeoisie investit son besoin de consommation ostentatoire.
L'homme peint qui tient le manche d'un récipient est un garçon limonadier (ce que suggère le port d'un tablier blanc, la déférence ou le jeune âge du serveur), ou François Boucher lui-même servant le petit-déjeuner à sa famille, à l'instar du roi Louis XV qui prenait du plaisir à préparer et servir en personne le café à ses invités dans l'intimité de son Petit Appartement.
Les historiens de l'art ayant consacré une étude sur ce tableau restent indécis quant à la nature de la boisson servie : ils présentant ce récipient comme une cafetière ou comme une chocolatière avec des arguments qui ne permettent pas de trancher.
La femme de dos, vêtue d'une modeste robe bleue, est sans doute une parente (peut-être la sœur du peintre), la nourrice ou la préceptrice des enfants. La présence des enfants, habituelle pour nous, témoigne de l'évolution de l'attention portée sur eux au XVIIIe siècle. L'enfant « est de moins en moins assimilé à un petit animal à dompter pour progressivement être reconnu comme un être humain à part entière. La notion de famille commence à se concrétiser en ce début de siècle… Les enfants, auparavant péjorativement appelés « poupards », sont de plus en plus l’objet de tendres sollicitudes comme ici dans les milieux éclairés du XVIIIème, même si 80 % d’entre eux sont encore déposés en nourrice à la campagne jusqu’à l’âge de deux ans. On ne s’encombre pas de bébés car l’allaitement est mal vu par les mères dans les milieux aisés ».
Selon l'historien Daniel Roche, cette peinture de genre dans un intérieur, inspirée de la tradition hollandaise, montre de façon exemplaire « un art de vivre bourgeois qui tire son inspiration des modèles aristocratiques mais rompt avec leur faste ostentatoire. C’est une définition de l’idéal parisien, où l’on voit l’appropriation des modes et la circulation de la modernité ». Il atteste « de l'accélération de la demande et de l'offre, quand s'anime la circulation des objets et des valeurs, celle de l’affectivité, celle de l'approvisionnement individualisé de l'espace, le tout inséparablement ».
Robert Muchembled conclut : « Le Déjeuner traduit donc bien une phase initiale de la naissance de l'intimité bourgeoise et du développement dans ces milieux du sentiment de l'enfance. Ce sont les enfants de Boucher devenus adultes qui verront s'accélérer les choses vers 1760-1770. Rousseau et d'autres exprimeront alors des notions de liberté enfantine traduisant un regard neuf sur la question. Et l'effervescence prérévolutionnaire fera comprendre à certains la nécessité de sortir de l'abri clos de la demeure pour porter dans les cafés ou sur les places publiques les idées nouvelles des Lumières ».